# Elymnias virilis
Elymnias virilis är en fjärilsart som beskrevs av Hans Fruhstorfer 1907. Elymnias virilis ingår i släktet Elymnias och familjen praktfjärilar. Inga underarter finns listade i Catalogue of Life.